# Krating Daeng
Krating Daeng (in thailandese กระทิงแดง, Krathing daeng; [krā.tʰīŋ dɛ̄ːŋ], letteralmente toro rosso o gaur rosso) è una bevanda energetica molto dolce prodotta dalla società thailandese T.C. Pharmaceuticals e venduta per lo più in Asia.
La ricetta è simile al Lipovitan, bevanda energetica preesistente e introdotta in Thailandia dal Giappone. La vendita di Krating Daeng è aumentata in Asia tra gli anni settanta e ottanta, soprattutto fra gli autotrasportatori (per stare svegli durante il lavoro notturno), i muratori e i contadini. Il legame con la classe operaia è stato stimolato attraverso la sponsorizzazione di incontri di Boxe Thailandese (muay thai), nel cui logo compariva l'immagine di due tori che si caricano.
Il prodotto thailandese è stato trasformato in una marca internazionale dall'imprenditore austriaco Dietrich Mateschitz. Mateschitz, direttore marketing della Blendax (società tedesca che produce dentifricio), il quale, durante una visita in Thailandia avvenuta nel 1982, scoprì che la Krating Daeng aiutava a curare il jet lag. Collaborando con la T.C. Pharmaceuticals, adattò la formula ai gusti occidentali e lanciò la Red Bull nel 1987.